# Beth Shalom
Beth-Shalom is een Nederlandse kerk behorend tot de pinksterbeweging. Zij is gehuisvest in de Maasstraat in de Overijsselse plaats Nijverdal.

'Beth-Shalom' is Hebreeuws voor 'huis van vrede'.
Haar missie is dat zij gelooft in het zogeheten 'volle evangelie' waarmee zij bedoelt dat zij als kerk onverkort de 'blijde boodschap' wil uitdragen, zoals deze volgens Beth Shalom in de Bijbel door de profeet Jesaja is voorzegd (Jesaja 61:1,2a) en door Jezus bevestigd in Lucas 4:17-21.
Beth Shalom zegt zich op 'gezondheid' en niet primair op groei van de gemeente te richten. Deze visie is gebaseerd op de notie dat als een lichaam (een meermalen in de Bijbel gebruikte metafoor voor de christelijke gemeente) gezond is, er automatisch groei ontstaat. Beth Shalom hanteert hierbij de principes die Christian A. Schwartz aanreikt in zijn studie genaamd Natuurlijke gemeenteontwikkeling.

## Geschiedenis
De Volle Evangelie Gemeente Beth Shalom is opgericht eind januari 1991. De gemeente bestond op dat moment uit ongeveer 80 gemeenteleden. De officiële openingsdienst werd op 17 maart 1991 gehouden. Vertegenwoordigers van andere kerken waren daarbij aanwezig, net als de toenmalige burgemeester Boer, die bevriend was met Beth Shalom.
Door de groei van de gemeente werd vanaf februari 1994 het wijkcentrum in de Kruidenwijk te Nijverdal gehuurd.
Ruim 1 jaar gebruikte de gemeente dit wijkcentrum en vanaf maart 1995 werd voor de samenkomsten onderkomen gevonden in het Spoortheater, dat beter bekend was onder de naam Ons Gebouw.
In deze jaren werden de doopdiensten gehouden in zwembad Het Ravijn te Nijverdal. Aan deze diensten werd steeds veel publiciteit gegeven.
Het bleef echter steeds bij huren van verschillende locaties ten behoeve van alle gemeente activiteiten. In de loop der jaren werd de behoefte aan een eigen gebouw steeds vaker geuit. In 1996 werd het al jaren leegstaande en sterk vervallen vormingscentrum "De Sproake" aan de Maasstraat te Nijverdal gekocht door de Volle Evangelie Gemeente. Na een verbouwing, grotendeels uitgevoerd door de gemeenteleden zelf, werden de wekelijkse samenkomsten vanaf 3 november 1996 gehouden in dit gebouw. Op 25 januari 1997 werd het gebouw, inmiddels omgedoopt naar Beth-Shalom ('Huis van Vrede'), officieel in gebruik genomen.

## Kinderwerk
Het kinderwerk in de Beth-Shalom is bedoeld om kinderen op te vangen en geestelijk toe te rusten. Daarmee wil de gemeente de ouders ondersteunen in de christelijke opvoeding van hun kinderen. Ook willen zij graag kinderen bereiken die niet bekend zijn met het evangelie. Het bestuur van het kinderwerk wordt geleid door een oudste of diaken.

## Dopen
Iedere tweede zondag van de maand organiseert Beth Shalom een speciale feestelijke dienst, waarin gelovigen de doop door onderdompeling kunnen ondergaan. Hiervoor is er een bassin aanwezig in de kerk.

## Diensten
Iedere dienst begint met samenzang. Onder leiding van de zangleid(st)er wordt de gemeente elke zondag begeleid in de lofprijs- en aanbiddingsliederen. Zij zingen veelal Opwekkingsliederen.
Hierna volgt meestal een preek. Ook zijn er speciale diensten. Behalve de al genoemde doopdiensten zijn dat onder meer de "Ieder heeft iets"-diensten, waarbij de gemeenteleden de kans krijgen om een 'getuigenis' te geven, een gedicht voor te dragen of een dans uit te voeren; het betreft hier persoonlijke uitingen van het geloof in Jezus.